# 나타쇼촌
나타쇼촌(名田庄村)은 후쿠이현 오뉴군에 설치되었던 촌이다. 2006년 3월 3일, 나타쇼촌과 오이군 오이정(大飯町)과 합병되면서 오이군 오이정(おおい町)이 신설함에 따라 후쿠이현에서는 촌이 소멸하였다.